# Ptuj
Ptuj (în germană Pettau; în latină: Poetovium/Poetovio) este un oraș din comuna Ptuj, Slovenia, cu o populație de 23.957 locuitori. 
Până la primul război mondial, a fost un oraș preponderent german. La recensământul din 1910, 86% din locuitori s-au declarat germani.

## Personalități născute aici
- Ivan Potrč (1913 - 1993), scriitor sloven.